# ガンストン・ホール (ドック型揚陸艦)
| USS Gunston Hall (LSD-44) |                                                                               |
| 艦歴                      |                                                                               |
| 発注                      | 1983年11月21日                                                                |
| 起工                      | 1986年5月26日                                                                 |
| 進水                      | 1987年6月27日                                                                 |
| 就役                      | 1989年4月22日                                                                 |
| 母港                      | バージニア州リトルクリーク統合遠征基地                                        |
| 性能諸元                  |                                                                               |
| 排水量                    | 軽荷排水量：11,332 t 満載排水量：16,581 t                                     |
| 全長                      | 610 ft (185.9 m)                                                              |
| 全幅                      | 84 ft (25.6 m)                                                                |
| 吃水                      | 21 ft (6.4 m)                                                                 |
| 機関                      | コルト・インダストリーズ製 16気筒ディーゼルエンジン四基 2軸, 33,000shp (25MW) |
| 最大速度                  | 20+ ノット (37+ km/h)                                                         |
| 乗員                      | 士官22名、兵員391名                                                           |
| 上陸要員                  | 402名、一時的に102名増員可能                                                  |
| 兵装                      | 25mm Mk-38機関砲二基 20mm ファランクスCIWS二基 12.7mm機銃六基                 |
| 上陸艇                    | LCAC4隻またはLCM-6、21隻                                                      |
| モットー:                 | Defending The Constitution                                                    |

ガンストン・ホール(USS Gunston Hall, LSD-44)は、アメリカ海軍のドック型揚陸艦。ホイッドビー・アイランド級ドック型揚陸艦の4番艦。艦名はジョージ・メイソンがバージニア州メイソン・ネックに建設した邸宅、ガンストン・ホールに因んで命名された。その名を持つ艦としては二隻目である。

## 艦歴
ガンストン・ホールは1986年5月26日にルイジアナ州ニューオーリンズのエイボンデール造船所で起工され、1987年6月27日に進水した。1989年4月22日に就役する。
2005年時点でガンストン・ホールは大西洋艦隊の揚陸グループ2に所属する。